# اردوگاه پناهندگان جبالیا
اردوگاه آوارگان جبالیا (به عربی: مخیّم جبالیا) پس از جنگ ۱۹۴۸ در شمال نوار غزه، جنوب شهر جبالیا ساخته شد و در ابتدا ۳۵ هزار نفر جمعیت داشت. در سال ۲۰۲۳ مورد هجوم اسرائیل قرار گرفت و حدود ۵۰ نفر کشته شدند.
این اردوگاه در استان غزه شمالی و در نزدیکی مرز اسرائیل قرار می‌گیرد، ۱٫۴ کیلومترمربع مساحت دارد و در سال ۲۰۰۶ بر اساس آمار اداره مرکزی آمار فلسطین ۹۳٬۴۵۵ جمعیت داشته، اما آژانس امداد و تلاش ملل متحد برای آوارگان فلسطینی در خاورمیانه (اونروا- UNRWA) جمعیت ثبت‌نام کرده آن در سال ۲۰۰۵ را ۱۰۶٬۶۹۱ نفر اعلام کرده است. اردوگاه جبالیا با این وضعیت یکی از متراکم‌ترین مناطق کره زمین است.
نخستین انتفاضه فلسطین در دسامبر ۱۹۸۷ از این اردوگاه آغاز شد. پیش از بسته‌شدن نوار غزه به دلیل درگرفتن انتفاضه الاقصی در سپتامبر ۲۰۰۰ بیشتر اهالی اردوگاه در اسرائیل یا مزارع کشاورزی بیت لاهیا کار می‌کردند. تعدادی از اهالی نیز فروشگاه‌ها و تجارتخانه‌های کوچکی در داخل اردوگاه دارند.
این اردوگاه از پایگاه‌های اصلی حماس محسوب می‌شود.

## امکانات
بیشتر خانه‌ها از دو یا سه اتاق کوچک، یک آشپزخانه و یک حمام در حداکثر ۴۰ مترمربع تشکیل می‌شوند.
۲۵ مدرسه (۱۸ مدرسه ابتدایی و ۷ دبیرستان) با بیش از ۲۹ هزار دانش آموز در فصل تحصیلی ۲۰۰۴\۲۰۰۵ مشغول به تحصیل بودند. همه مدارس دو نوبتی هستند.
مرکز بهداشتی اردوگاه با ۷۵ کارمند فعالیت می‌کند و در هر ماه بیش از سی هزار مراجعه‌کننده دارد.
یک مرکز فعالیت‌های زنان اردوگاه در نوامبر ۱۹۹۵ توسط «اونروا» تأسیس شده و هر سال حدود ۸ هزار زن و کودک در برنامه‌های آن شرکت می‌کنند.
مرکز فعالیت‌های جوانان نیز برنامه‌های فرهنگی، ورزشی و اجتماعی را ارائه می‌دهد.
یک مرکز توانبخشی در سال ۱۹۹۱ ساخته و در ۱۹۹۷ با بودجه دولت ژاپن و پشتیبانی «اونروا» بازسازی و گسترش یافت. در این مرکز به ۸۳ معلول خدمت‌رسانی می‌شود و یک مرکز شنوایی‌سنجی در آن قرار دارد.
حدود ۱۷ هزار نفر نیز از کمک‌های ویژه UNRWA برخوردارند.